# V Juegos Centroamericanos y del Caribe
Los V Juegos Centroamericanos y del Caribe se celebraron en Barranquilla, Colombia entre el 8 y el 28 de diciembre de 1946. Era la primera vez que una ciudad sin ser capital de un estado albergaba estos juegos. Los juegos de 1942 se suspendieron debido a la Segunda Guerra Mundial.
Participaron 1.540 deportistas, de los cuales, 294 eran mujeres. En estos juegos debutaron las Antillas Neerlandesas, la República Dominicana y Trinidad y Tobago.
Hubo competiciones en atletismo, baloncesto, béisbol, boxeo, ciclismo, clavados, esgrima, frontenis, fútbol, gimnasia, golf, halterofilia, lucha, natación, polo acuático, softball, tenis, tiro y voleibol. La gimnasia y el softball era la primera vez que entraban a formar parte del programa de los juegos.

## Medallero

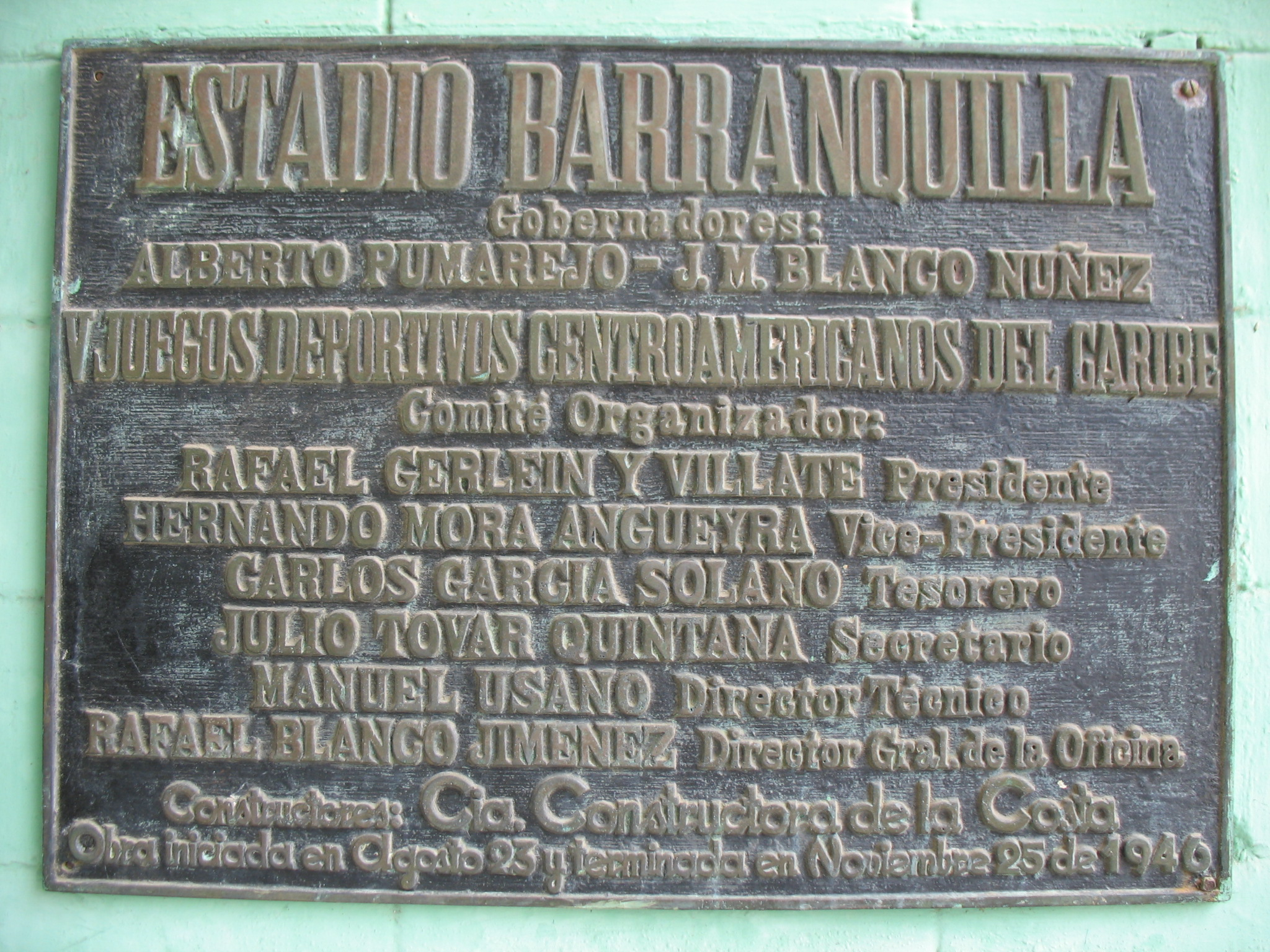
Placa conmemorativa en el estadio de béisbol, Estadio Tomás Arrieta en la ciudad de Barranquilla.

La tabla se encuentra ordenada por la cantidad de medallas de oro, plata y bronce.
Si dos o más países igualan en medallas, aparecen en orden alfabético.
| Medallería Juegos Centroamericanos y del Caribe 1946 |                       |     |       |        |       |
| Pos                                                  | País                  | Oro | Plata | Bronce | Total |
| 1                                                    | México                | 23  | 17    | 27     | 67    |
| 2                                                    | Cuba                  | 21  | 19    | 17     | 57    |
| 3                                                    | Panamá                | 14  | 14    | 9      | 37    |
| 4                                                    | Puerto Rico           | 8   | 8     | 5      | 21    |
| 5                                                    | Jamaica               | 6   | 10    | 5      | 21    |
| 6                                                    | Colombia              | 5   | 6     | 3      | 14    |
| 7                                                    | Trinidad y Tobago     | 4   | 5     | 6      | 15    |
| 8                                                    | República Dominicana  | 3   | 3     | 1      | 7     |
| 10                                                   | Antillas Neerlandesas | 3   | 1     | 2      | 6     |
| 9                                                    | Venezuela             | 2   | 4     | 6      | 12    |
| 11                                                   | Guatemala             | 2   | 3     | 3      | 8     |
| 12                                                   | Costa Rica            | 2   | 0     | 1      | 3     |
| 13                                                   | El Salvador           | 1   | 3     | 2      | 6     |